# Gmina Jaśliska
Die Gmina Jaśliska ist eine Landgemeinde im Powiat Krośnieński der Woiwodschaft Karpatenvorland in Polen. Ihr Sitz ist die ehemalige Stadt Jaśliska mit etwa 500 Einwohnern.

## Geographie
Die Gemeinde liegt in den Niederen Beskiden. Zu den Gewässern gehört der Fluss Jasiołka. Der Zufluss der Wisłoka war Namensgeber für die Stadt.

## Geschichte
Der Hauptort der Gemeinde verlor das Stadtrecht im Jahr 1934.
Von 1975 bis 1998 gehörte die Landgemeinde zur Woiwodschaft Krosno.

## Gliederung
Zur Landgemeinde (gmina wiejska) Jaśliska gehören folgende Dörfer mit einem Schulzenamt:
Daliowa, Jaśliska, Posada Jaśliska, Szklary und Wola Niżna.
Weitere Orte der Gemeinde sind Czeremcha, Lipowiec und Wola Wyżna.